# Pseudochthonius ramalho
Pseudochthonius ramalho — вид псевдоскорпіонів родини Chthoniidae. Відкритий у 2021 році.

## Поширення
Ендемік Бразилії. Виявлений у печері Груна-ду-Вандерсір у карстовому районі Серра-ду-Рамалью на південному заході штату Баїя.